# Peggy Jane de Schepper
Peggy Jane de Schepper (Amsterdam, 18 januari 1971) is een Nederlands actrice.
Ze ging naar de toneelschool en de Amsterdamse Hogeschool voor de Kunsten. De Schepper volgde de theateropleiding, De Nieuw Amsterdam (D.N.A) en de Theateropleiding bij De Trap. Verdere opleidingen volgde ze op de Amsterdamse Balletacademie voor Show-musical en Theater Vormings Klas (TVK). Bij jeugdcircus Elleboog ten slotte kreeg zij circustraining.
De Schepper beheerst de Nederlandse Gebarentaal. Haar eerste kind is in december 2012 geboren.

## Filmografie

### Film
- Oude Tongen: Aziatische vrouw (1994)
- fl 19,99: Sofie Hofstra (1998)
- Costa!: Angela (2001)
- De Laatste dag van Alfred Maassen: Natasja (2001)
- Stratosphere Girl: Larissa (2004)
- Paid: Nancy (2005)
- Nachtrit: Elize van der Horst (2006)
- Zoop in Zuid-Amerika: Mida (2007)
- Lotus: Natasja (2011)

### Televisie
- Hij en Julia: Miriam (2000)
- Kwartelhof: Tanja (2001)
- Gemeentebelangen: Odette van Weezel (2002-2003)
- Penoza: Hanneke (2010-2013)

### Gastrollen
- 12 steden, 13 ongelukken: Kim (1996)
- Unit 13: Saskia (1998)
- Baantjer: Nicole Kemper (1998)
- Westenwind: Britt (1999)
- In de praktijk (1999)
- Luifel & Luifel (2000)
- SamSam: Moniek  (2001)
- Dok12 (2001)
- Costa!: Angela (2001/2002/2004)
- Goede tijden, slechte tijden: Gwen Faber (2001-2002)
- Echt Waar?!: Roos (2002)
- Missie Warmoesstraat (2003)
- Samen (2005)
- Lieve Lust: Lisa (2005)
- Spoorloos verdwenen: Katja Klein (2006)
- Zeg 'ns Aaa: Mimi van Ravenstein (2009)